# Surströmmingssalteri
Ett surströmmingssalteri är en livsmedelsindustri där surströmming läggs in (saltas).
Surströmmingssalterier finns spridda längs hela norrlandskusten från Hållnäshalvön utanför Gävle till Kalix. De flesta salterierna ligger i annars relativt oansenliga byar och fiskelägen.

## Exempel på större salterier
- Oskars surströmming, Tynderö, Söråker
- Ulvö lilla salteri, Ulvö Prinsen, Erik den Röde Ulvön
- Gösta Hanells fisksalteri, Skagshamn, Arnäsvall (med bl.a. Röda Ulven)
- BD Fisk, Kallax (med bl.a. Kallax surströmming)
- Borkbo Suringen, Enånger
- Hållstrands, Hästskär Tierp
- Bockön, Siknäs Kalix
- Rovögern, Täfteå Umeå